# Montée du Chemin-Neuf
La montée du Chemin-Neuf est une rue du quartier du Vieux Lyon, dans le 5e arrondissement de Lyon. Elle est avec la montée Saint-Barthélémy une des deux voies principales de communication entre les quartiers Saint-Jean et Saint-Just. Comme son nom l'indique, c'est une rue en forte pente : avec une altitude de départ à 175 m et une arrivée à 248 m, elle compte un dénivelé de 69 mètres, ce qui correspond à une pente de 11,5 %.

## Histoire

### Création
La dénomination Chemin Neuf date de sa création par l'ordonnance consulaire du 31 mars 1562 qui en décidait la construction,. 
C'est le baron des Adrets, commandant en chef des armées protestantes, entré dans Lyon dans la nuit du 29 au 30 avril 1562, qui traça son parcours, afin de relier les parties haute et basse de la ville. Les protestants alors au pouvoir dans la ville craignaient en effet une attaque des catholiques depuis le chapitre canonial de Saint-Just, sur les hauteurs de Lyon, et veulent pouvoir s'y rendre rapidement.

### AuXVIIIesiècle

#### La présence de loges maçonniques
Le no 33 (maison Renon ou Puylata suivant les sources) fut une loge maçonnique, portant successivement les noms de Loge Égyptienne, puis de Sagesse Triomphante. Joseph Balsamo, Giacomo Casanova, Martinès de Pasqually y furent initiés. Jean-Baptiste Willermoz y était vénérable de la loge de la Bienfaisance. Les loges de l’époque étaient mystiques, pratiquant des expériences de magnétisme (celles initiées par Franz-Anton Mesmer, des guérisons et manifestations multiples,.
Louis-Claude de Saint-Martin, disciple de Martinès de Pasqually et de Jean-Baptiste Willermoz avant de quitter la franc-maçonnerie, logea au no 53 montée du Chemin Neuf en 1775 et 1776,.

#### La Révolution et le siège de Lyon
Pendant le Siège de Lyon, les troupes révolutionnaires avaient pris le Fort de Sainte-Foy et bombardaient la ville avec des boulets chauffés à rouge dans le but de provoquer des incendies. La lutte contre ces derniers était la priorité : ainsi, en août 1793, la municipalité faisait éclairer tous les premiers étages de chaque rue. Toutefois, le Chemin Neuf étant très visible depuis les positions ennemies, l'éclairer aurait fourni aux révolutionnaires une aide balistique, et le couvre-feu y était donc appliqué. La montée constitua à partir de fin septembre un chemin privilégié d'accès au bastion insurgé du Vieux-Lyon pour les troupes nationales.

### Une rue d'artisanat auXIXesiècle
En 1845, au no 4, Alexis Brun Bastenaire fonda un atelier de vitraux d'où sortirent notamment les vitraux de l'égliseSaint-Louis de la Guillotière et ceux de l'église Notre-Dame-Saint-Vincent. Cet atelier fut à) partir de 1880 le premier lieu d'expérimentation du jeune verrier Lucien Bégule, avant qu'il n'aille créer en 1881 son propre atelier dans la Montée de Choulans,.
Au no 35, Jean Louis Auguste Dousselin (1815-1896) installa en 1860 un atelier de moulage de cierges et bougies en cire, acide stéarique et paraffine. L'entreprise, qui existe depuis 1792 et avait son siège rue de la Bombarde (aujourd'hui à Couzon-au-Mont-d'Or), fut reprise par son fils Auguste Dousselin (1857-1936), qui emménagea dans des locaux plus spacieux situés au no 33 quai Arloing,.

### AuXXesiècle

#### La catastrophe de Fourvière
Dans la nuit du 12 au 13 novembre 1930, à la suite de fortes pluies, un premier glissement de terrain (vers une heure du matin) se produisit, emporta plusieurs immeubles de la montée du Chemin Neuf et de la rue Tramassac et priva le quartier d'électricité. De nombreux sauveteurs vinrent tenter de sauver d'éventuels survivants sous les décombres, mais, une heure plus tard, une seconde et plus importante coulée emporta dix-neuf pompiers et quatre policiers. Enfin, encore une heure plus tard, un ultime effondrement paracheva la destruction de la zone ; jamais reconstruite, celle-ci est désormais végétalisée, et une fontaine a été inaugurée juste au-dessus du lieu du sinistre par Louis Pradel en 1963,.

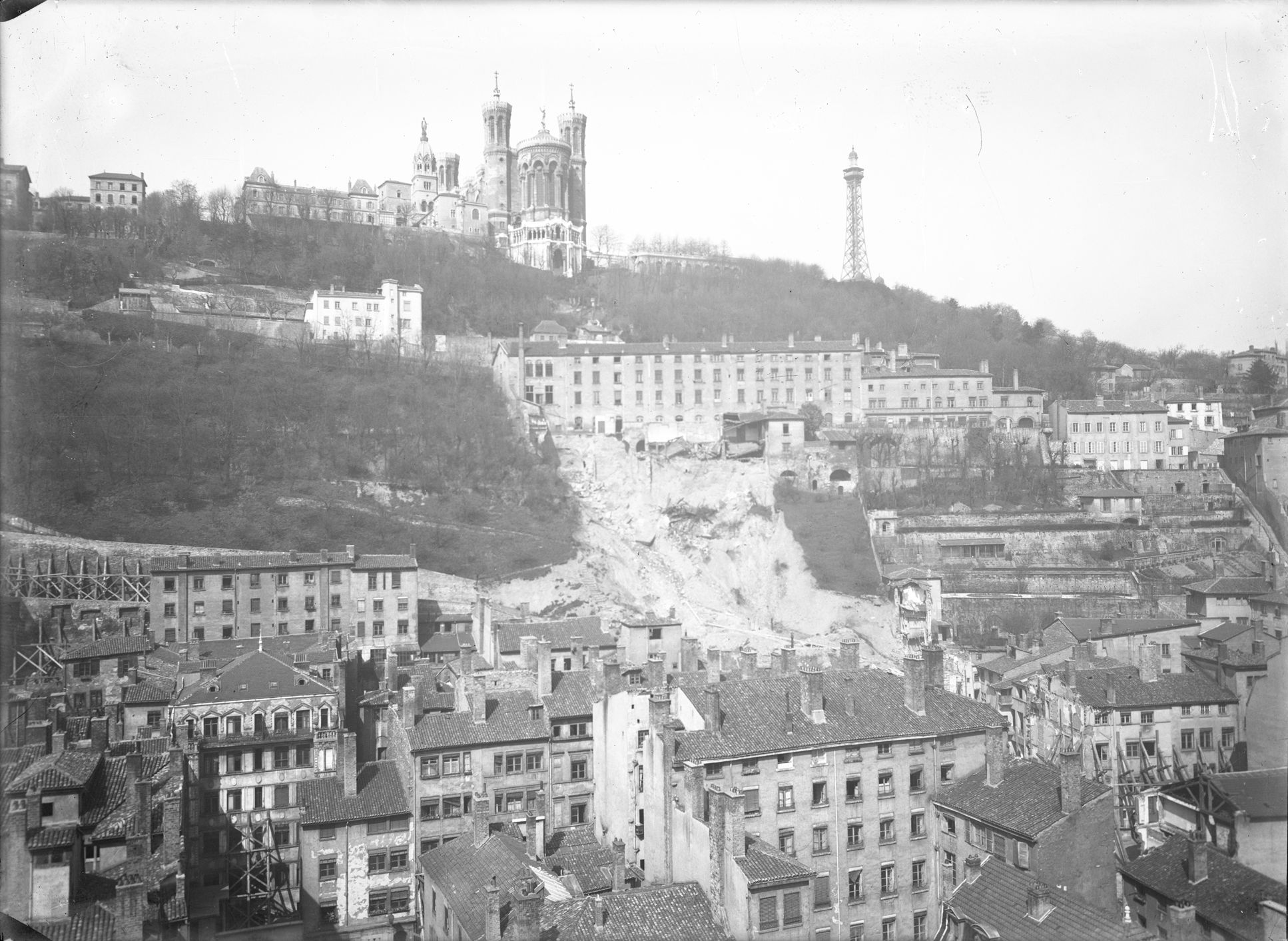
vue des dégâts.
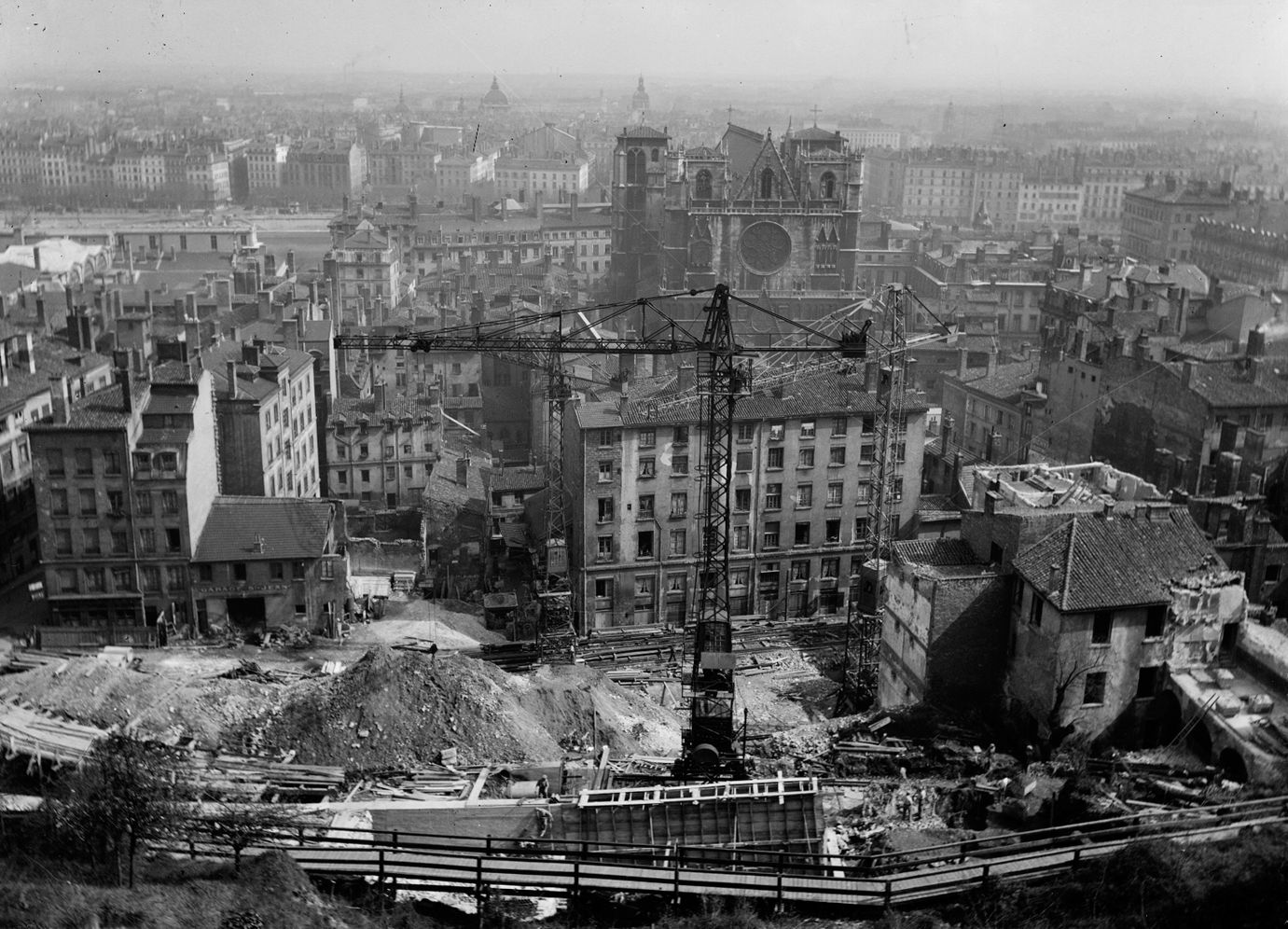
travaux de consolidation de la colline.

Des signes avant-coureurs s'étaient déjà produits auparavant (notamment l'enfoncement dans la chaussée d'un rouleau compresseur, à la suite de quoi le maire de Lyon, Édouard Herriot, avait demandé au professeur Desperet (mort le 17 mai 1929, donc avant la catastrophe) un rapport. Le 12 mai 1925, ce dernier avait adressé ses conclusions, montrant explicitement les dangers qu'encouraient les habitants de ce secteur. Le coût des travaux nécessaires à la stabilisation (6 millions de francs) dissuada les autorités, qui décidèrent simplement une interdiction de circulation aux poids lourds. La semaine précédant le drame, le cantonnier du quartier alerta également sa hiérarchie, mais sans résultat.

#### Pendant la Seconde Guerre mondiale

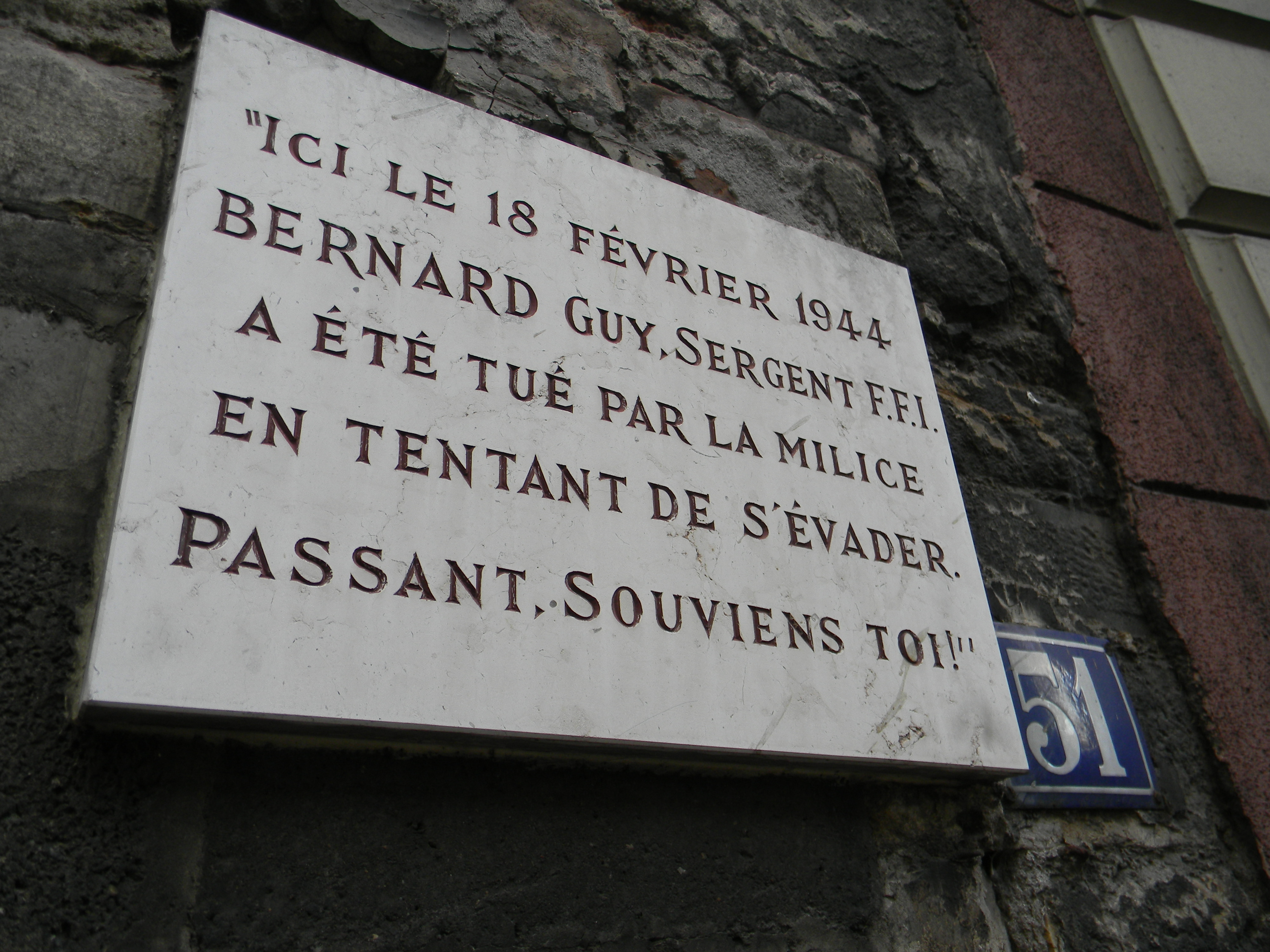
Plaque commémorative

Le no 51 de la montée (bar l'Alcazar) fut durant la guerre le lieu de rendez-vous des miliciens et de la Gestapo. Une plaque située juste devant cette adresse incite à se souvenir de Guy Bernard, tué par la milice le 18 février 1944 en tentant de s’évader.

### La communauté du Chemin Neuf
En 1971, à la suite de la découverte par Laurent Fabre et Bertrand Lepesant du Renouveau charismatique et leur expérience personnelle de la rencontre avec l'Esprit-Saint, un groupe de prière se créa au no 49, maison située sous un des trois jardins terrasses de la montée. De ce groupe de prière sept personnes décidèrent de fonder une communauté de vie et de prière ; le nom en fut assez naturellement communauté du Chemin Neuf, ce qui correspondait aussi à la spiritualité de la communauté naissante.
La communauté est toujours présente dans sa maison-mère. Elle a également pris la responsabilité du foyer d'étudiants Marie-Thérèse, situé au no 59 (définitivement confié par les Sœurs de Marie-Thérèse).

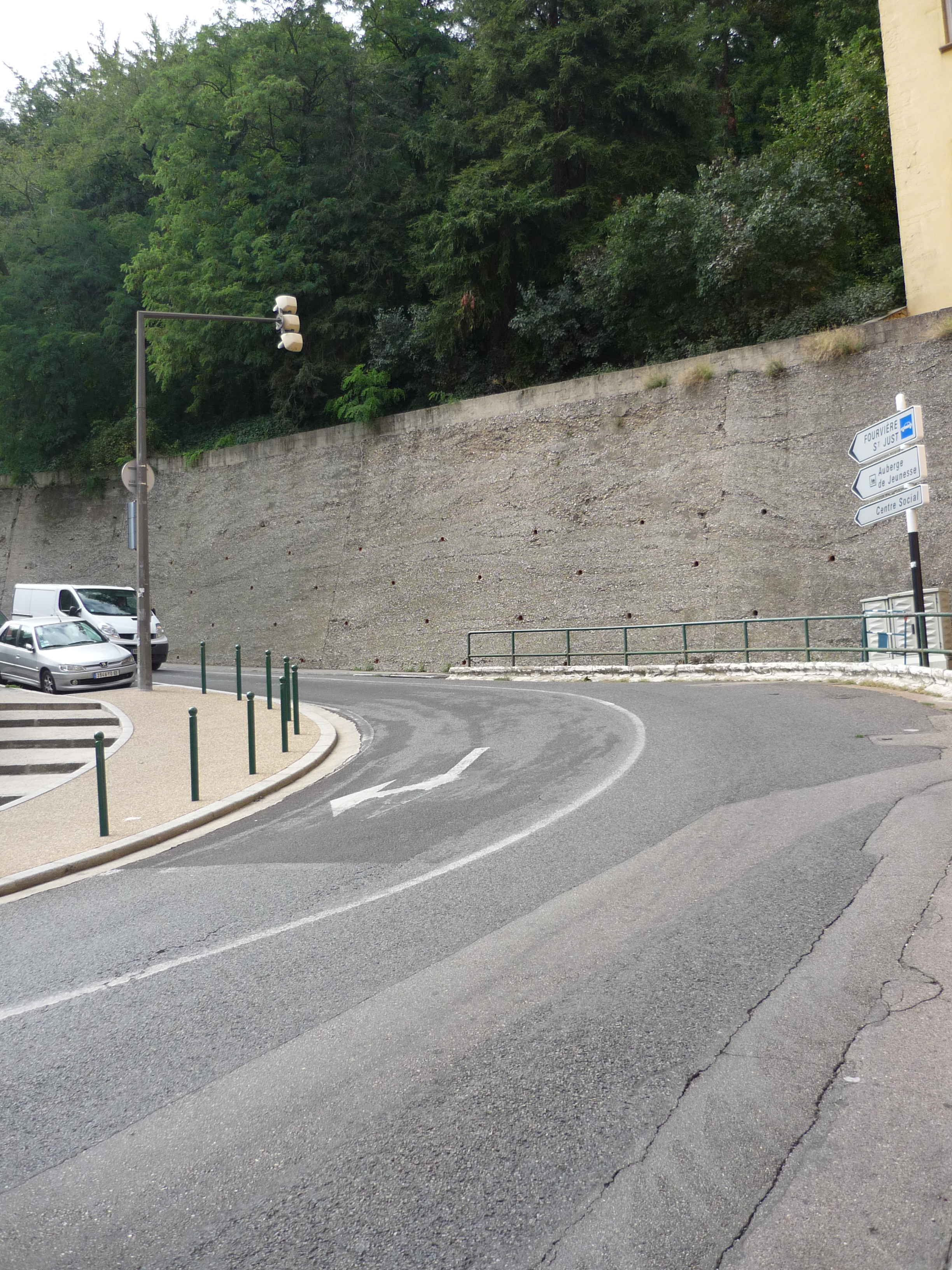
Partie basse de la montée.

## Services

### Transports
La montée du Chemin Neuf, en raison de sa forte déclivité, n'est desservie par aucun bus.
En revanche, elle est encadrée par deux stations de la ligne de funiculaire Saint-Jean - Saint-Just :
Ce site est desservi par la station de métro Vieux Lyon - Cathédrale Saint-Jean. Ce site est desservi par la station de funiculaire Minimes - Théâtres Romains.
Par ailleurs, même si, toujours en raison de la pente, aucune station de Vélo'v n'est située dans la montée même, plusieurs se trouvent à proximité de ses extrémités :
- 5001 - Place Varillon (funiculaire St Just) - Devant le no 63 rue de Trion.
- 5004 - St Jean - Entre la cathédrale et le funiculaire.
- 5008 - Sainte Irénée - Place Sainte Irénée.
- 5050 - Théâtres Romains - no 50 rue de l'Antiquaille.
- 5053 - Saint Just - Face au no 8 rue de Trion.

### Auberge de jeunesse
L’auberge de jeunesse, inaugurée en 1998, est située du no 41 au no 45 de la montée. Elle a reçu le label qualité le 6 novembre 2008 et est la septième auberge française certifiée. Elle est équipée de 180 lits et accueille en moyenne 65 % d'étrangers.

### Consulat de Finlande
Au no 63 de la rue se situe le consulat honoraire de Finlande.